# Grevillea oleoides

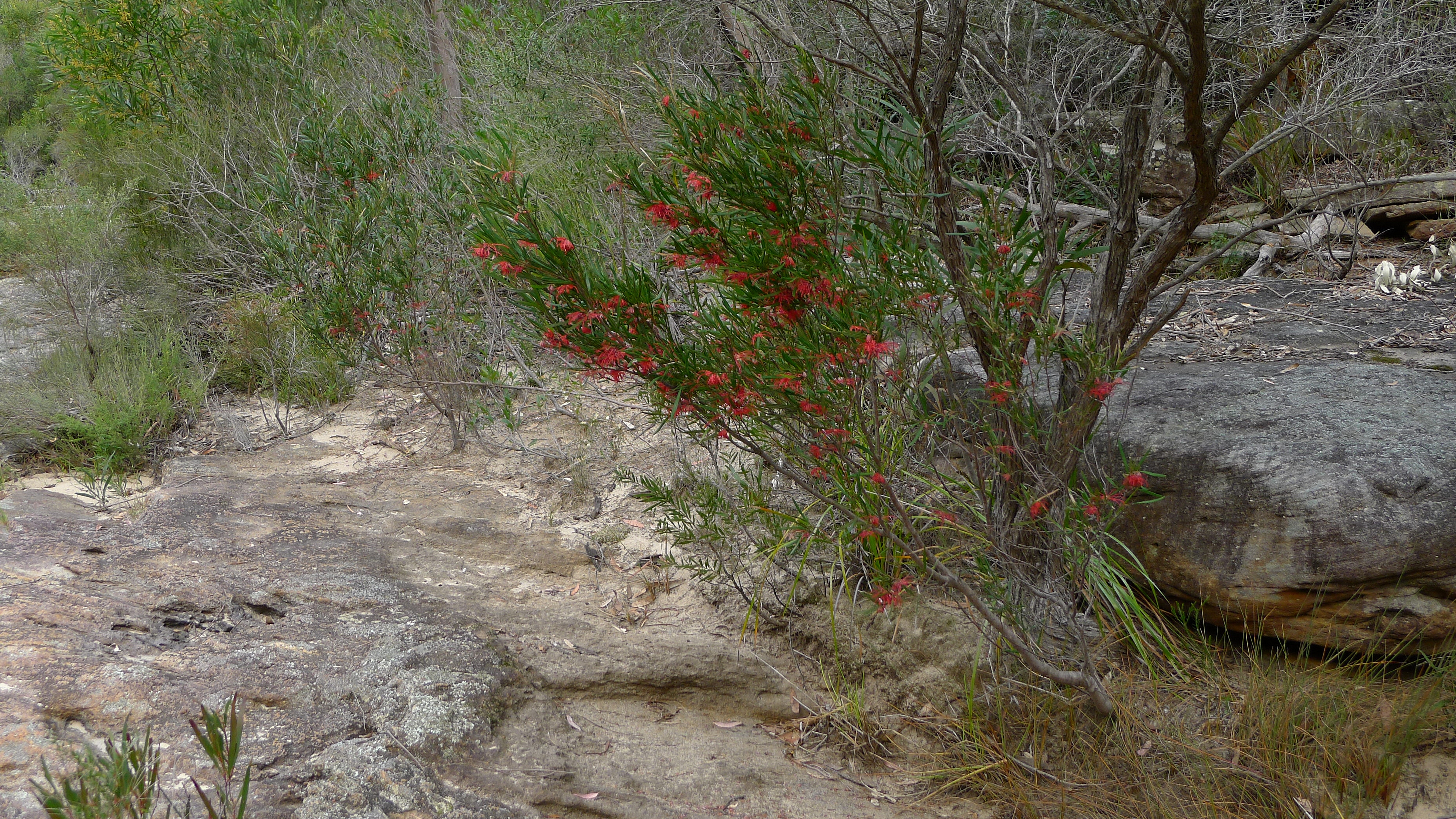
Hábito no Parque Nacional Heathcote.

Grevillea oleoides é uma espécie de planta com flores da família Proteaceae, endêmica do leste de Nova Gales do Sul, na Austrália. Trata-se de um arbusto ereto com folhas geralmente ovadas, com a extremidade mais estreita voltada para a base, por vezes elípticas ou lineares, e flores vermelhas ou rosa-avermelhadas, normalmente dispostas entre a folhagem.

## Descrição
A Grevillea oleoides é um arbusto ereto que geralmente atinge de 0,5 a 3 m de altura, com ramos angulosos. Suas folhas são, na maioria das vezes, ovadas com a parte mais estreita na base, ou estreitamente elípticas a quase lineares, medindo de 50 a 140 mm de comprimento e de 2 a 20 mm de largura. As bordas das folhas são curvadas para baixo ou enroladas, com a superfície superior enrugada e a inferior coberta por pelos sedosos a lanuginosos. As flores geralmente se organizam nas extremidades dos ramos, em grupos de 12 a 16, sustentadas por um pedúnculo de até 5 mm de comprimento. São vermelhas ou de um rosa-avermelhado intenso, ocasionalmente rosadas, com o pistilo de 27 a 36 mm de extensão. A floração ocorre principalmente entre agosto e novembro, e o fruto é um folículo elíptico de 10 a 15 mm de comprimento.

## Taxonomia
A Grevillea oleoides foi descrita formalmente em 1827 por Josef August Schultes e Julius Hermann Schultes no livro Mantissa in volumen primum [-tertium] :Systematis vegetabilium caroli a Linné, com base em uma descrição inédita de Franz Wilhelm Sieber. O epíteto específico (oleoides) significa "semelhante à oliveira europeia", Olea europaea.

## Distribuição
A Grevillea oleoides ocorre principalmente na bacia de Sydney [en], desde Botany Bay e o rio Georges [en] até a região norte de Illawarra, onde cresce em bosques esclerófilos secos ou charnecas, frequentemente em locais úmidos próximos a riachos ou pântanos.